# Gording

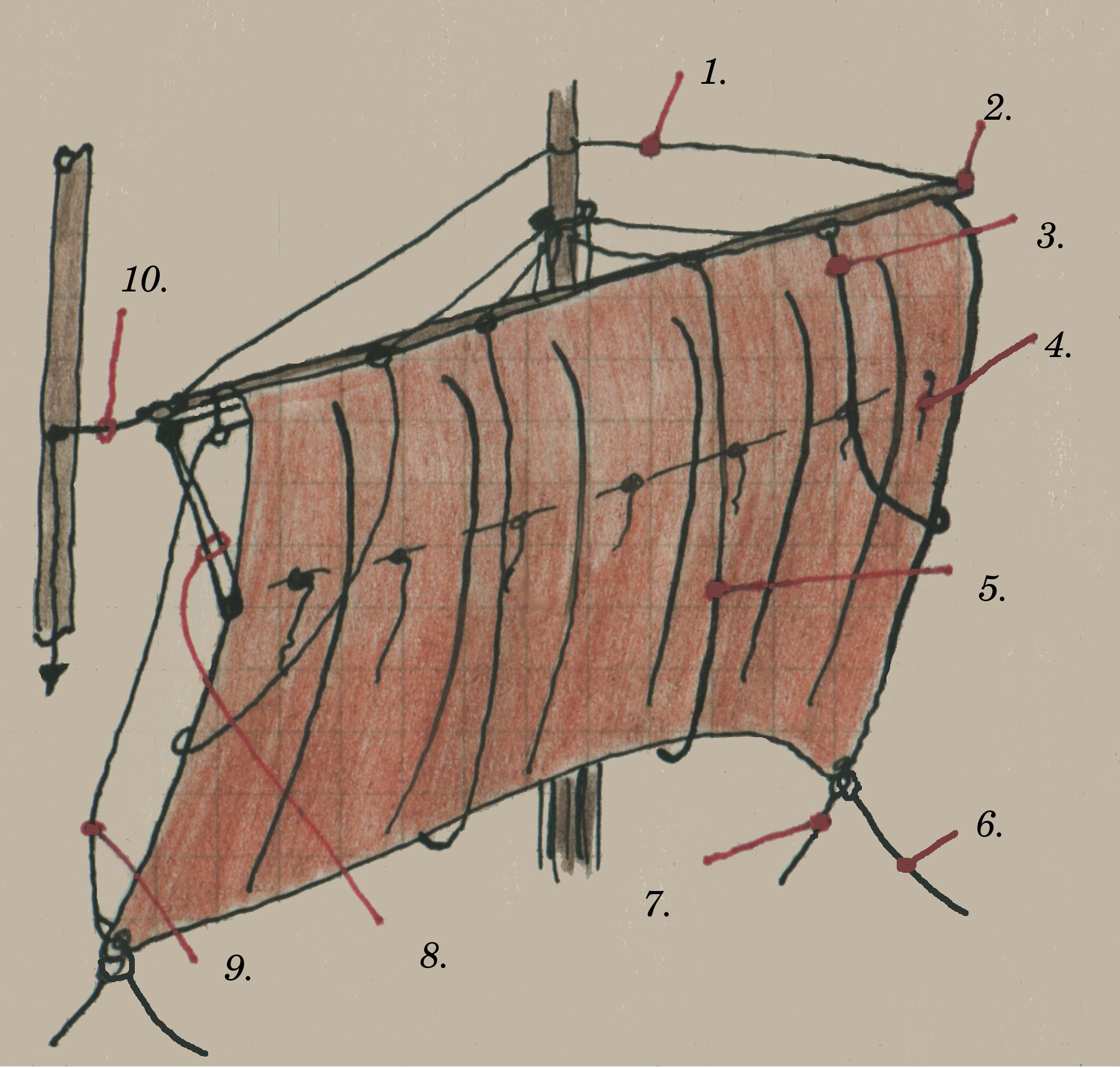
Nr. 3 sind Nockgordings, Nr. 5 Bukgordings

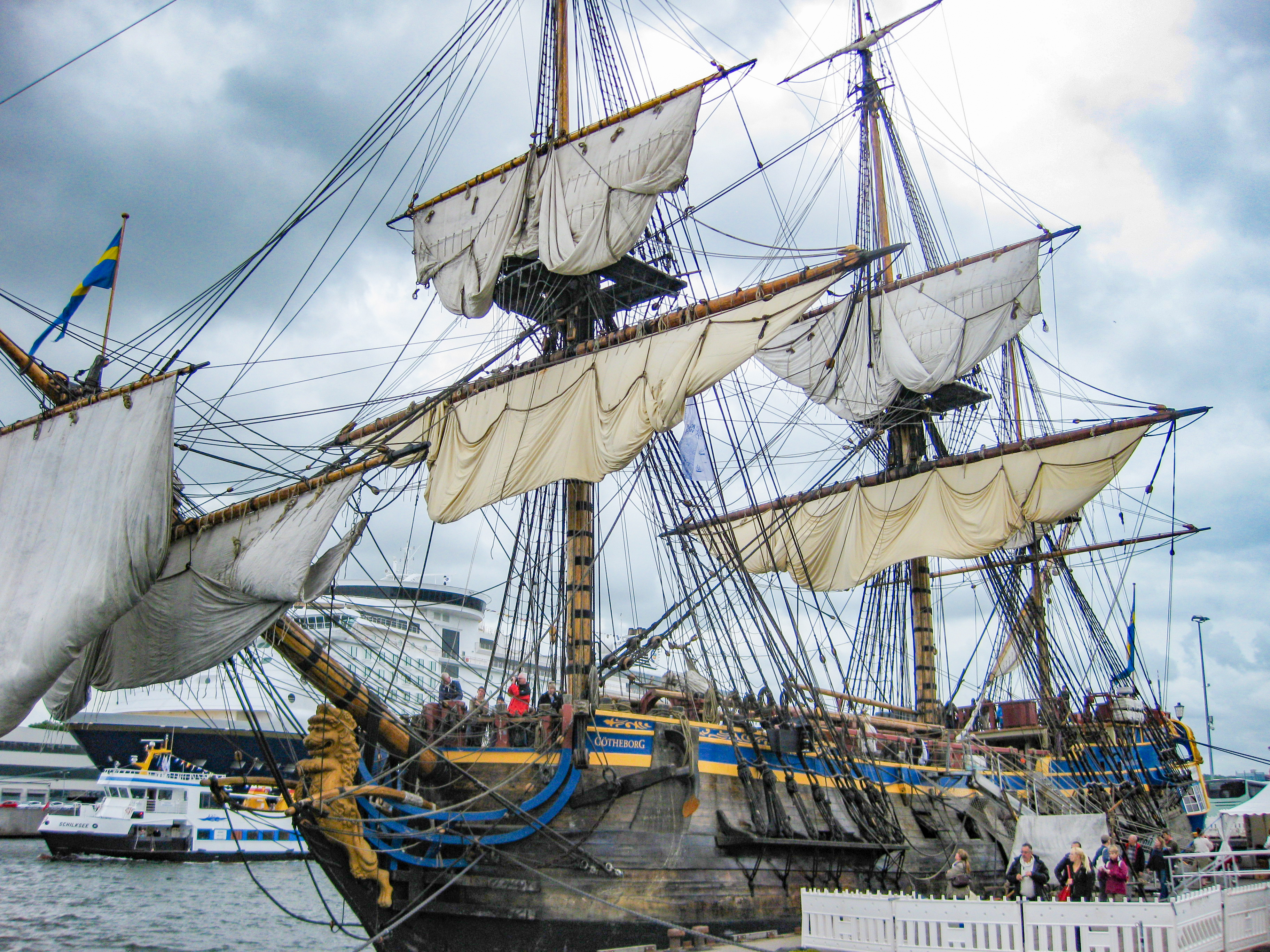
Mittels Gordings und Geitauen aufgegeite Segel der Götheborg

Als Gording, im Plural Gordings oder älter Gordingen, werden bestimmte Reffeinrichtungen eines Rahsegels bezeichnet.
Mittels dieser und den Geitauen wird das Segel zum Bergen lose zur Rah aufgeholt. Bukgordings sind am Unterliek angeschlagen und verlaufen auf der Vorderseite des Segels zur Rah, wohingegen die Nockgordings an den Seitenlieken angreifen und ebenfalls vor dem Segel zur Rah hinaufführen. 